# Breithorn
Pour les articles homonymes, voir Breithorn (homonymie).
Le Breithorn (pron. all. API : [bʁaɪ̯thɔʁn]), culminant à 4 165 m, est une montagne du massif des Alpes pennines, à la frontière entre la Suisse (canton du Valais) et l'Italie (Vallée d'Aoste). Elle est délimitée à l'est par la dépression du Schwarztor et, à l'ouest, par le Matterhorngletscher. La face nord du Breithorn est particulièrement bien visible à partir du terminus ferroviaire du Gornergrat dans la vallée de Zermatt.

## Toponymie
Breithorn signifie littéralement « dent large » en allemand.

## Géographie

### Topographie

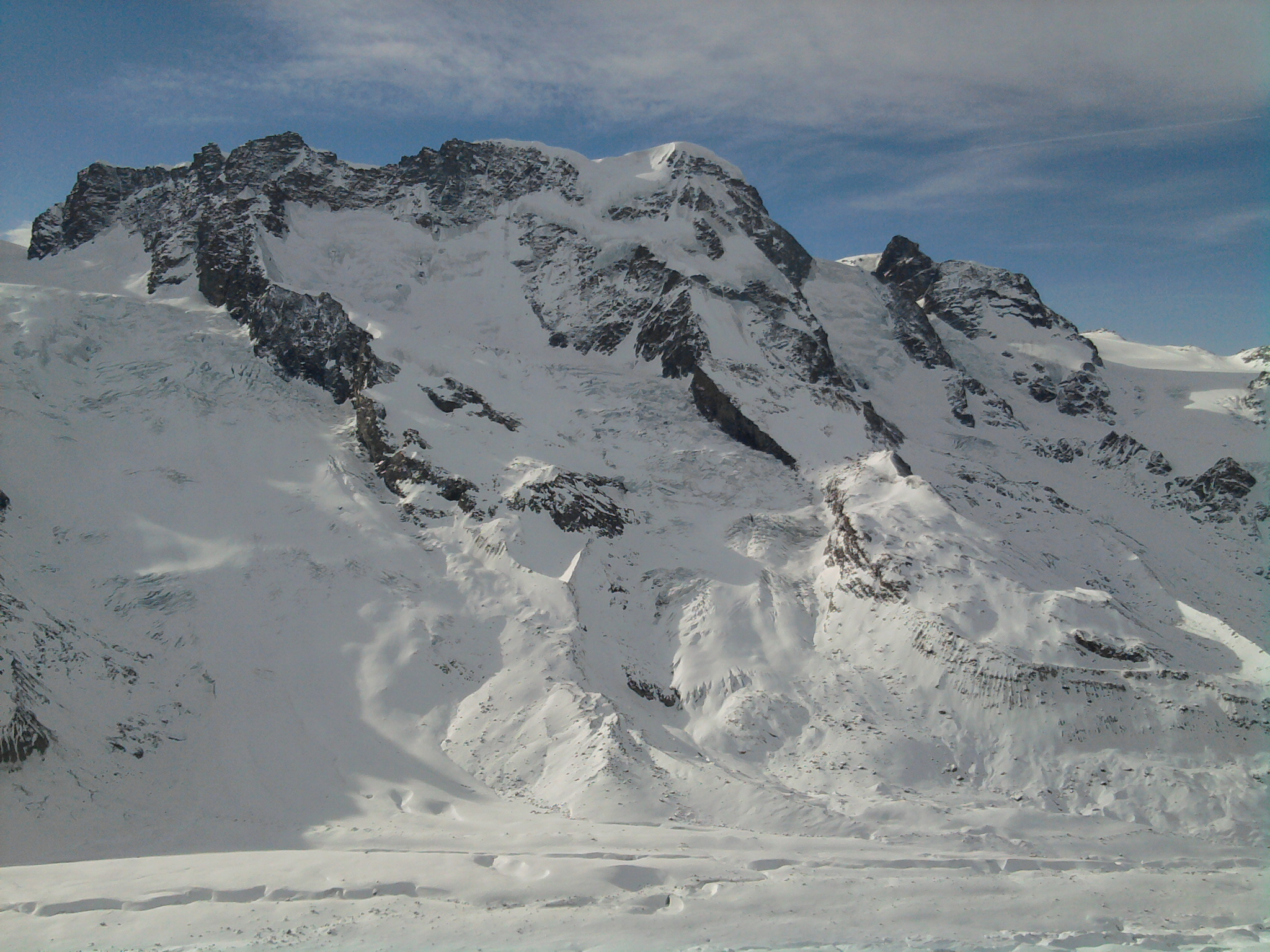
Vue de la face nord du Breithorn.

Vue de la calotte sommitale du Breithorn.

Le Breithorn présente une longue arête sommitale presque horizontale et possède cinq sommets principaux : 
- le Breithorn occidental (4 163 m) ;
- le Breithorn central (4 156 m) ;
- le Breithorn oriental (4 138 m) ;
- le Breithornzwillinge (4 106 m) ;
- la roche Noire[3] (4 074 m) : bastion rocheux, marque la fin de l'arête du Breithorn à l'est.

La face nord côté suisse principalement neigeuse et raide comporte plusieurs éperons qui constituent des itinéraires naturels d'escalade. La face sud, côté italien, glaciaire en pente douce, permet un accès facile à l'arête sommitale via le Breithornplateau et le Grand glacier die Verra.

### Géologie
Le Breithorn appartient à la masse océanique de Zermatt/Saas-Fee et est formé de serpentinite, roche verdâtre solide.

## Premières ascensions
- 13 août 1813 : versant sud-ouest (voie normale) par Henry Maynard, Jean-Marie Couttet[5],[6],[7], Jean Gras, Jean-Baptiste et Jean-Jacques Érin.
- 15 septembre 1869 : arête nord (ou Triftjigrat) par les guides Peter Knubel, Gregor Ruppen et Robert Fowler.
- 1884 : traversée de l'arête frontalière de la roche Noire au sommet principal par les guides Ulrich Almer, Aloys Pollinger et John Stafford Anderson.
- 1897 : face nord par les guides Ulrich Almer, Christian Kaufmann et Christian Jossi et Herbert Johnston Motherhill et Charles Stephen Ascherson.
- 1906 : arête nord (Younggrat) du sommet est par les guides Joseph Knubel et Moritz Ruppen et Geoffrey Winthrop Young, Charles Donald Robertson et R. J. Major.
- 1919 : face nord-ouest par les guides Oskar et Otmar Supersaxo et Dietrich Von Bethmann-Hollweg.
- 1953 : éperon central du sommet central par Francesco Serbelloni et les frères Ernesto et Oliviero Frachey.
- Juin 1964 : face nord-ouest directe par les guides Paul Etter, René Arnold et Herbert Maeder.
- 2 août 1973 : directissime de la face nord en solitaire par Helmut Kiene.

## Alpinisme
Le Breithorn est accessible via le val d'Ayas et le Valtournenche côté italien et via Zermatt dans la vallée de Zermatt côté suisse.
Avec la construction de téléphériques de Breuil-Cervinia à la Testa Grigia et de Zermatt au Petit Cervin  en 1979, le Breithorn est devenu un des 4 000 les plus accessibles des Alpes pour les alpinistes et les skieurs.
Les voies classiques sont :
- versant sud-ouest (voie normale) : PD- ;
- l'arête est (Grenzgrat) : AD ;
- l'arête nord (Triftjigrat) : AD ;
- l'arête nord du sommet est (Younggrat) : D ;
- la roche Noire offre plusieurs itinéraires d'ascension en rocher.

En dehors de l'accès par téléphérique, les points de départ traditionnels des différentes voies d'ascension sont les suivants :
- refuge Mezzalama à 3 036 m, propriété du Club alpin italien ;
- refuge des Guides d'Ayas à 3 420 m ;
- refuge du Théodule à 3 327 m, propriété du Club alpin italien ;
- refuge de Gandegg, privé, à 3 029 m côté suisse (accès à la face nord) ;
- bivouac Cesare Volante et Giorgio Rossi à proximité de la roche Noire.